# نابا كياتوانتشاي
نابا كياتوانتشاي (بالتايلندية: นภา เกียรติวันชัย)‏ مواليد 27 يوليو 1967 في محافظة ناخون راتشاسيما، تايلاند، هو ملاكم محترف تايلندي يصنف ضمن فئة وزن خفيف الذبابة بدأ مسيرته الاحترافية سنة 1987. حقق بطولة المجلس العالمي للملاكمة.

## إحصائيات
خاض خلال مسيرته 25 نزالا، فاز في 16 وتعادل في 1 وخسر في 8. فاز بالضربة القاضية في 8 نزالا.

## روابط خارجية
- نابا كياتوانتشاي على موقع بوكس ريك (الإنجليزية) (registration required)